# Droylsden FC
Droylsden FC is een Engelse voetbalclub uit Droylsden, Greater Manchester met thuishaven op enkele kilometers van buur en Premier League-club Manchester City. De club werd in 2006/07 kampioen van de Conference North en promoveerde zo naar de Conference National. Hier hielden ze het echter maar één seizoen vol: de club werd 24e en laatste. Intussen is de club weer twee divisies verder gezakt.